# ریکاردو موتی
ریکاردو موتی (به ایتالیایی: Riccardo Muti) (زادهٔ ۲۸ ژوئیهٔ ۱۹۴۱) موسیقی‌دان و رهبر ارکستر اهل ایتالیا است.
او رهبر فعلی ارکستر سمفونیک شیکاگو است و پیش از آن رهبریِ «ارکستر فیلادلفیا»، «ارکستر فیلارمونیا» (لندن)، «ماجو موسیکاله فیورنتینو» (فلورانس)، «لا اسکالا» و «جشنوارهٔ گلریزان زالتسبورگ» (یک بخشِ موسیقیِ جنبی در جشنواره زالتسبورگ) را به عهده داشته‌است.
ریکاردو موتی بابت فعالیت‌های هنری‌اش برندهٔ افتخارات و جوایز متعددی شده‌است که از آن میان می‌توان به نشان افتخار مسروپ ماشتوتس مقدس و نشان دوستی اشاره کرد.
او به‌ویژه در زمینهٔ موسیقیِ جوزپه وردی تخصص دارد. در میان رهبران ارکستر برجسته جهان، در نظرسنجی بک‌ترک در سال ۲۰۱۵، منتقدان موسیقی او را به عنوان پنجمین رهبر ارکستر زنده برتر جهان رتبه‌بندی کردند.